# Gloria Suzanne Koenigsberger Horowitz
Gloria Suzanne Koenigsberger Horowitz es una astrónoma y física mexicana.
Es profesora e investigadora y una de las pioneras de Internet en México, al formar parte del equipo conformado por integrantes de diversas entidades académicas y gubernamentales que colaboraron para lograr la primera conexión de Internet en México y, en particular, por conectar a dicha red a la Universidad Nacional Autónoma de México (UNAM) en 1989.
Estudió la licenciatura en Física en la Facultad de Ciencias de la UNAM y se graduó en 1978. Obtuvo el doctorado en Astronomía en la Universidad Estatal de Pensilvania, Estados Unidos, en 1982.

## Trayectoria profesional
Es catedrática en la UNAM y en la Universidad Autónoma del Estado de Morelos. Ha dirigido tesis de licenciatura y posgrado en dichas instituciones y en el Instituto Nacional de Astrofísica, Óptica y Electrónica (INAOE). Es Investigadora titular adscrita al Instituto de Ciencias Físicas con sede en Cuernavaca, Morelos. Es miembro del Sistema Nacional de Investigadores en el Nivel III.
Es miembro activo de la Unión Astronómica Internacional (IAU), organización en la que forma parte de la División G cuyo objeto de estudio se centra en la comprensión de las propiedades de las estrellas de todas las masas y las etapas evolutivas y los mecanismos físicos que las rigen.
Por seis años fue parte de la junta directiva de la Asociación de Universidades para la Investigación en Astronomía (AURA) y, desde 2007 es miembro del comité de auditoría de dicha organización.
De 1990 a 1998 fue directora del Instituto de Astronomía de la UNAM. Durante su gestión se amplió la infraestructura física de las instalaciones del Instituto de Astronomía en Ciudad Universitaria y de Ensenada, Baja California y se construyó una subsede en Morelia. Asimismo, se modernizaron los telescopios del Observatorio Astronómico Nacional San Pedro Mártir en Baja California.

## Publicaciones
Ha publicado más de un centenar de artículos de investigación, informes, bases de datos; inéditos y elaborados individualmente y en coautoría con otros expertos. Estos son algunos de sus trabajos:
- Planet heating prevents inward migration of planetary cores. Nature 520 (7545): 63-652015.

- Los inicios de Internet en México.[7] 259 p. ISBN 6070256174, ISBN 9786070256172

- The HD5980 multiple system: Masses and evolutionary status.[8]

- Spectral modelling of the Alpha Virginis (Spica) binary system.[9]

- Tidal Flows in asynchronous binaries: The beta-factor.[10]

- Wind Structure of the Wolf-Rayet Star.[11]

- Eccentric binaries: Tidal flows and periastron events.[12]

- Wolf-rayet phenomena in massive stars and starburst galaxies, 1999.